# Trichomalus habis
Trichomalus habis är en stekelart som först beskrevs av Walker 1843.  Trichomalus habis ingår i släktet Trichomalus och familjen puppglanssteklar. Inga underarter finns listade i Catalogue of Life.